# Jean Van Hamme
Jean Van Hamme (Brüsszel, Belgium, 1939. január 16. –) belga író, számos népszerű francia nyelvű képregény szerzője.
Az egyik legsikeresebb európai képregényíró, a XIII és a Largo Winch sorozatok albumainak az eladásai meghaladják az 500 ezer példányt.

## Munkássága
Jean Van Hamme felsőfokú gazdasági végzettségének megszerzése után a Philips marketing-osztályán állt munkába újságíróként. Már ebben az időben elkezdett képregényeket is írni, első forgatókönyvét 1968-ban valósította meg Paul Cuvelier. 1976-tól szabadúszó író. Képregényeken kívül hét regényt írt és néhány film forgatókönyvét jegyzi, köztük a Magyarországon is jól ismert Diva társszerzője. Van Hamme a brüsszeli képregénymúzeum kurátora, munkáival számos nemzetközi díjat nyert.

## Főbb művei
- Epoxy, rajzolta Paul Cuvelier, 1968
- Mr. Magellan, rajzolta Géri, 1970-1971
- Corentin, rajzolta Paul Cuvelier, 1970-1974
- Domino, rajzolta André Chéret, 1979-1982
- Thorgal, rajzolta Grzegorz Rosiński, 1980 óta
- XIII, rajzolta William Vance (18 rész) és Jean Giraud (1 rész), 1984-2007
- S.O.S. Bonheur, rajzolta Griffo, 1988-1989
- Largo Winch, rajzolta Philippe Francq, 1990 óta
- Les maîtres de l'orge (Sörmesterek, rajzolta Francis Vallès, 1992-1999
- Blake et Mortimer, rajzolta Ted Benoît, 1996 óta
- Lady S., rajzolta Philippe Aymond, 2004 óta

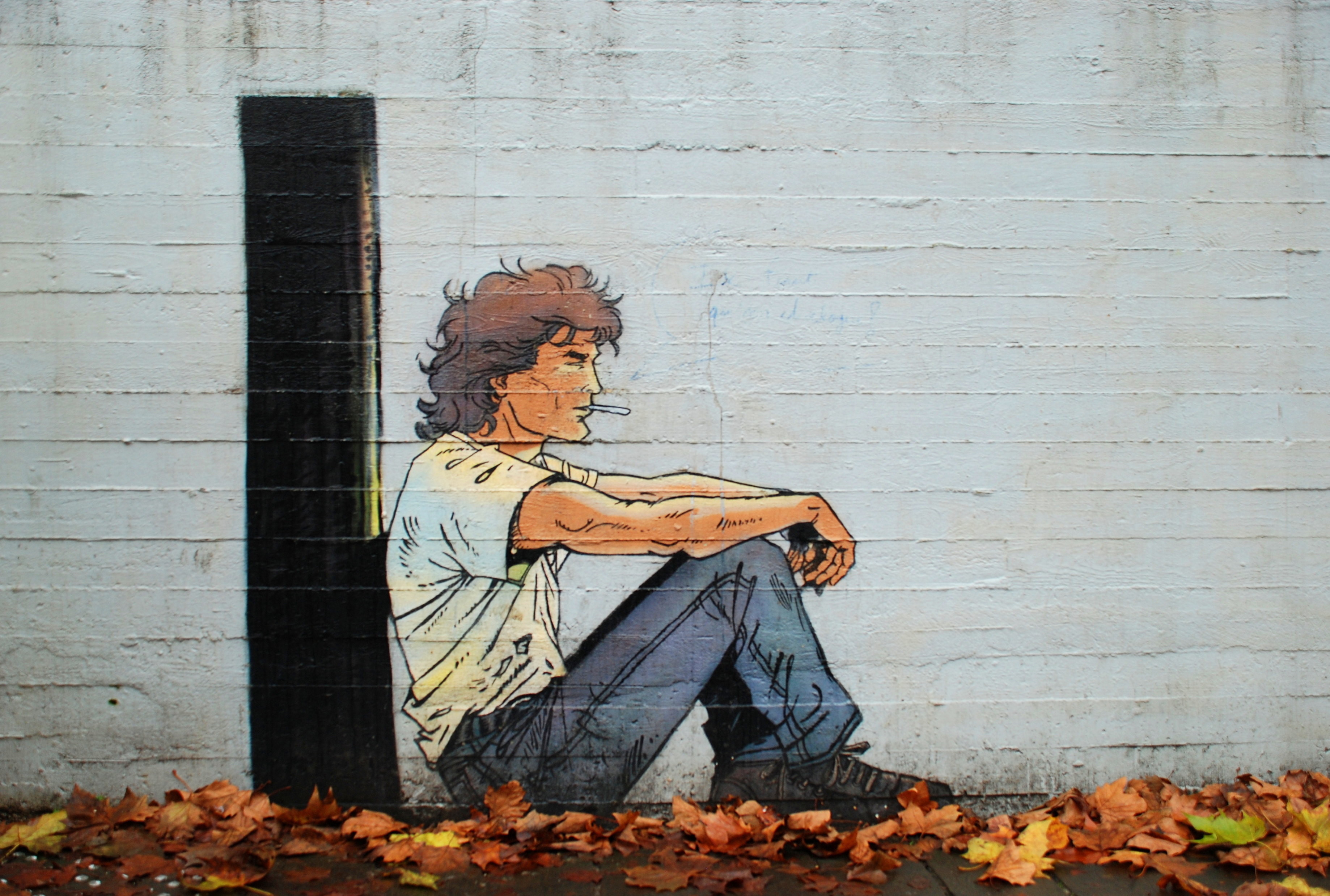
Largo Winch falfestménye a Place des Sciences téren Louvain-la-Neuve-ben (Belgium).

## Magyarul megjelent művei

### Folytatásokban
- X-07 Akciómagazin 1-2 (XIII 1 és Largo Winch 1)
- Eduárd fapados képregényújság 1-6 (Sörmesterek 1)

### Képregényalbumokban
- XIII 1-4 (Krak kiadó, 2004–2005)
- Sörmesterek 1-2 (Képes Kiadó, 2006 óta)
- Largo Winch 1-3 (Képes Kiadó, 2007 óta)
- W. Vance–J. Van Hamme: Fekete nap; ford. Karinthy Vera; KRAK, Bp., 2004 (XIII)
- W. Vance–J. Van Hamme: Spads; ford. Mihálszki Zsuzsa; KRAK, Bp., 2005 (XIII)
- W. Vance–J. Van Hamme: Kövesd az indiánt; ford. Karinthy Vera; KRAK, Bp., 2005 (XIII)
- Van Hamme–Francis Vallés: Sörmesterek. A Steenfort család; Képes, Bp., 2006–2008
- 1. Charles, 1854; ford. Bayer Antal; 2006
- 2. Margrit, 1886; ford. Bayer Antal; 2008
- Philippe Francq–Jean Van Hamme: A W konszern; ford. Göntér Krisztina; Képes, Bp., 2007 (Largo Winch)
- Philippe Francq–Jean Van Hamme: Az örökös; ford. Göntér Krisztina; Képes, Bp., 2007 (Largo Winch)
- Philippe Francq–Jean Van Hamme: Ellenséges felvásárlás; ford. Bayer Antal; Képes, Bp., 2008 (Largo Winch)
- Philippe Francq–Jean Van Hamme: Business blues; ford. Bayer Antal; Képes, Bp., 2010 (Largo Winch)

### Regény
- Családi ügy; ford. Aczél Ferenc; Athenaeum 2000, Bp., 2002 (Largo Winch)